# Interstate 75
Interstate 75 eller I-75 är en väg, Interstate Highway, i USA. Den går i nord-sydlig riktning och är 2874 km lång.

## Delstater som vägen passerar
- Florida
- Georgia
- Tennessee
- Kentucky
- Ohio
- Michigan